# Pierre François Néron Bắc
Phêrô Phanxicô Néron Bắc (1818 - 1860) là một Thánh tử đạo Việt Nam, nguyên là linh mục thừa sai Paris.

## Thân thế và tu tập
Phêrô Phanxicô Néron Bắc sinh ngày 21 tháng 9 năm 1818 tại Bordeaux, giáo phận Saint Claude, nước Pháp. Ông là con thứ năm trong gia đình có chín anh em. Thời thơ ấu của Néron khá vất vả, tuy được đi học, nhưng mỗi ngày cậu phải ra đồng chăn súc vật, vì thế có nhiều tính xấu.
Néron xin gia nhập tu viện nhưng mãi đến ngày 14 tháng 2 năm 1839, lúc anh 21 tuổi, mới được gọi vào chủng viện Neteroy. Sau sáu năm, Thầy chủng sinh Nẻon tiếp tục theo học đại chủng viện Saunier, rồi xin gia nhập Hội Thừa sai Paris.

## Linh mục
Sau khoảng thời gian dài tu học tại các chủng viện, Phó tế Néron được thụ phong chức vụ linh mục vào ngày 17 tháng 6 năm 1848.
Bề trên quyết định bổ nhiệm vị linh mục trẻ tuổi Néron đi truyền giáo tại Việt Nam. Sau hành trình dài đến Việt Nam, linh mục Néron đến trình diện Giám mục Retord Liêu, khi ấy cai quản địa phận Tây Đàng Ngoài. Giám mục này quyết định gửi cha Néron đến Kẻ Vĩnh để học tiếng Việt và cũng đặt tên tiếng Việt cho linh mục này "Bắc".

## Tử đạo
Linh mục Bắc có một giáo dân nam tên Luyện thường giúp việc. Anh này đánh bạc thua 100 quan, nên quyết định chỉ chỗ vị linh mục thừa sai người Pháp để gán nợ. Ngày 5 tháng 8 năm 1860, theo sự dẫn đường của anh Luyện, lý trưởng Phận và cai tổng Mờn đưa 12 lính đến bắt linh mục truyền giáo người Pháp, đang lẩn trốn tại nhà khán Truật, tức Đỗ Văn Truật tại xóm Gò Sồi (xóm Tiên Phong). Trước đó, có người báo tin này cho ông, như ông quyết định không lẩn trốn nữa. Sau khi bắt được ông, họ giải về nhà cai tổng Mờn.
Nghe tin giáo sĩ thừa sau bị bắt trói, linh mục Giuse Nguyễn Tất Lượng đang ở Yên Tập chuẩn bị tiền rồi cho người đem đến chuộc vị thừa sau, nhưng không được cai tổng Mờn chấp thuận. Tuy linh mục Bắc không được thả, nhưng cai tổng vẫn nhận tiền và hứa ghi vào hồ sơ là bắt được "đạo trưởng" ở rừng vắng, giúp giảm số người bị liên lụy. Sau đó, ông bị nhốt vào cũi giải về tỉnh Sơn Tây, cách Hà Nội chừng 50 km.
Sau khi ông "tử đạo", Giáo hội Công giáo Rôma, mà cụ thể là Giáo hoàng Piô X suy tôn linh mục Néron Bắc lên bậc Chân phước vào ngày 02 tháng 5 năm 1909. Sau đó, Gioan Phaolô II tuyên thánh cho linh mục Néron vào ngày 19 tháng 6 năm 1988.